# Kiarapayung (Cibitung)
Kiarapayung is een bestuurslaag in het regentschap Pandeglang van de provincie Banten, Indonesië. Kiarapayung telt 2055 inwoners (volkstelling 2010).